# Brian Kenneally
Brian Kenneally (* 20. Januar 1975) ist ein ehemaliger irischer Straßenradrennfahrer.
Brian Kenneally fuhr Rennen in der Elite von 1999 bis 2009, bestritt aber hauptsächlich Rennen in Irland. Er gewann fast alle heimischen Klassiker, wie das Shay Elliott Memorial (1999), das Ras Mumhan (2007 und 2009), die Tour of Armagh (1999) und das Ras Connachta (2008). Viermal (1999, 2000, 2003 und 2007) wurde er irischer Vize-Meister im Straßenrennen. 

## Erfolge
1999
- Shay Elliott Memorial
- Tour of Armagh

2000
- eine Etappe Rás Tailteann

2007
- zwei Etappen Rás Tailteann
- Ras Mumhan

2008
- Ras Connachta

2009
- Rad Mumhan

## Teams
- 2000 Linda McCartney Racing Team (Stagiaire)
- 2001 Linda McCartney-Jaguar (bis 24. Februar)
- 2007 Myhome.ie-BDNC
- 2008 Myhome.ie-Cycleways